# Caecognathia
Caecognathia är ett släkte av kräftdjur. Caecognathia ingår i familjen Gnathiidae.

## Bildgalleri

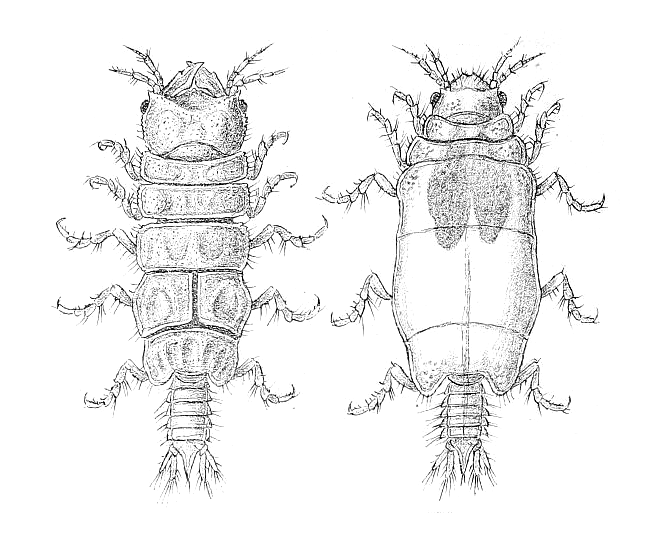

## Dottertaxa tillCaecognathia, i alfabetisk ordning[1]
- Caecognathia abyssorum
- Caecognathia agwillisi
- Caecognathia akaroensis
- Caecognathia albescenoides
- Caecognathia amakusaensis
- Caecognathia andamanensis
- Caecognathia antarctica
- Caecognathia bicolor
- Caecognathia branchyponera
- Caecognathia caeca
- Caecognathia calva
- Caecognathia consobrina
- Caecognathia coralliophila
- Caecognathia crenulatifrons
- Caecognathia diacamma
- Caecognathia dolichoderus
- Caecognathia elongata
- Caecognathia floridensis
- Caecognathia galzini
- Caecognathia gnamptogenys
- Caecognathia hirsuta
- Caecognathia hodgsoni
- Caecognathia huberia
- Caecognathia kikuchii
- Caecognathia leptanilla
- Caecognathia nasuta
- Caecognathia nieli
- Caecognathia nipponensis
- Caecognathia pacifica
- Caecognathia paratrechia
- Caecognathia pilosipes
- Caecognathia polaris
- Caecognathia polythrix
- Caecognathia pustulosa
- Caecognathia regalis
- Caecognathia rhektos
- Caecognathia robusta
- Caecognathia saikaiensis
- Caecognathia sanctaecrucis
- Caecognathia schistifrons
- Caecognathia serrata
- Caecognathia stygia
- Caecognathia trachymesopus
- Caecognathia wagneri
- Caecognathia vanhoeffeni
- Caecognathia vemae